# متلازمة ما بعد الارتجاج
متلازمة ما بعد الارتجاج، والمعروفة أيضًا باسم المتلازمة ما بعد الارتجاجية، هي مجموعة الأعراض التي ربما تستمر لأسابيع أو شهور أو سنة أو أكثر بعد الارتجاج - وهي عبارة عن شكل خفيف من إصابات الدماغ الرضية  تختلف معدلات متلازمة ما بعد الارتجاج، لكن معظم الدراسات أوضحت أن حوالي 15% من الأفراد مع تاريخ من الارتجاج لمرة واحدة يصابون بأعراض دائمة مرتبطة بالإصابة. يمكن القيام بالتشخيص عند استمرار الأعراض الناجمة عن الارتجاج لأكثر من ثلاثة شهور بعد الإصابة. فقدان الوعي غير مطلوب لتشخيص الارتجاج أو متلازمة ما بعد الارتجاج.
على الرغم من عدم وجود علاج لمتلازمة ما بعد الارتجاج فإنه يمكن علاج الأعراض؛ حيث يمكن استخدام الأدوية والعلاج الفيزيائي والسلوكي، كما يمكن تثقيف الأفراد حول الأعراض مصحوبا بتوقع التعافي منها. تتعافى غالبية حالات متلازمة ما بعد الارتجاج بعد فترة من الزمن.

## الأعراض
في السابق، كان يستتخدم مصطلح متلازمة ما بعد الارتجاج للإشارة أيضًا إلى الأعراض الجسدية الفورية أو أعراض ما بعد الارتجاع التي تلي إصابات الدماغ الرضية الخفيفة أو الارتجاج. شدة هذه الأعراض عادة ما تنخفض بسرعة. وبالإضافة إلى ذلك، فإن طبيعة الأعراض تتغير بمرور الوقت: تكون الأعراض الحادة على الأغلب من الناحية البدنية، في حين أن الأعراض المستمرة تميل إلى أن تكون نفسية بالدرجة الأولى. يمكن تسمية أعراض مثل حساسية الضوضاء ومشاكل التركيز والذاكرة والتهيج والاكتئاب والقلق بـ«الأعراض المتأخرة» لأنها لا تحدث بشكل عام بعد الإصابة مباشرةً، بل بالأحرى في الأيام أو الأسابيع التالية للإصابة. عادةً ما يحدث الغثيان والنعاس بشكل حاد بعد الارتجاج. كذلك يحدث الصداع والدوار فورًا بعد الإصابة، ولكن يمكن أيضا أن يدوم طويلاً.
ترتبط هذه الحالة بمجموعة واسعة من الأعراض: الجسدية، مثل الصداع. والمعرفية، مثل صعوبة التركيز. والعاطفية والسلوكية مثل التهيج. الكثير من الأعراض المرتبطة بمتلازمة ما بعد الارتجاج شائعة أو قد تتفاقم بسبب اضطرابات أخرى، لذلك هناك خطر مُعتبر لإمكانية التشخيص الخاطئ. فالصداع الذي يحدث بعد الارتجاج قد يتشابه مع صداع الشقيقة أو الصداع الناتج عن التوتر. معظم أنواع الصداع تكون صداع ناتج عن التوتر، والذي قد يتزامن مع إصابة الرقبة التي جدثت في نفس توقيت إصابة في الرأس.

### جسديا
يعد الصداع حالة شائعة مع متلازمة ما بعد الارتجاج. في حين أن معظم الناس يعانون من الصداع من النوع نفسه الذي يعرفونه من قبل الإصابة، فغالبًا ما يشير الأشخاص الذين تم تشخيص إصابتهم بمتلازمة ما بعد الارتجاج إلى وجود هذا الصداع بشكل متكرر أو أطول من المعتاد. بين 30% و90% من الأشخاص الذين تعافوا من متلازمة ما بعد الارتجاج يلاحظون حدوث الصداع بشكل أكثر تكرارا، وما بين 8% و32% لا يزالون يعانون منه بعد عام من الإصابة.
تعد الدوخة عرض آخر شائع يشتكي منها حوالي نصف الأشخاص الذين تم تشخيصهم بمتلازمة ما بعد الارتجاج ولا تزال موجودة في ربعهم بعد عام من الإصابة. كبار السن معرضون بشكل خاص للدوخة، والتي يمكن أن تساهم في إصابات لاحقة وارتفاع معدلات الوفيات بسبب السقوط.
حوالي 10% من الأشخاص الذين يعانون من متلازمة ما بعد الارتجاج يُبدون حساسية للضوء أو الضوضاء، حوالي 5% يعانون من تناقص الإحساس بالتذوق أو الرائحة، وحوالي 14% يعانون من عدم وضوح الرؤية. قد يعاني الأشخاص أيضًا من ضعف في الرؤية أو رنين في الأذنين، وهو ما يُطلق عليه أيضًا اسم الطنين. متلازمة ما بعد الارتجاج قد تسبب الأرق والتعب أو مشاكل أخرى فيما يخص النوم.

### نفسيًا وسلوكيًا
الحالات النفسية التي تتواجد في حوالي نصف الأشخاص المصابين بمتلازمة ما بعد الارتجاج قد تشمل التهيج والقلق والاكتئاب وتغير في الشخصية. وتشمل الأعراض العاطفية والسلوكية الأخرى الأرق والعدوانية وتقلب المزاج. أيضا بعض الأعراض الشائعة مثل اللامبالاة أو الأرق أو التهيج أو فقد الحافز، وقد تحدث أيضا حالات أخرى متزامنة مثل الاكتئاب.

### على مستوى وظائف المخ العليا
الأعراض الشائعة المرتبطة بتشخيص متلازمة ما بعد الارتجاج تتعلق بالإدراك والانتباه والذاكرة، وخاصة الذاكرة قصيرة المدى، والتي يمكن أن تؤدي أيضًا إلى تفاقم بعض المشاكل الأخرى مثل نسيان المواعيد أو صعوبات في العمل. في إحدى الدراسات، استمر شخص واحد من بين كل أربعة أشخاص تم تشخيصهم بمتلازمة ما بعد الارتجاج في الشكوى من مشاكل في الذاكرة بعد عام من الإصابة، لكن يتفق معظم الخبراء على أن الأعراض المعرفية تختفي في خلال ستة أشهر إلى سنة بعد الإصابة في الغالبية العظمى من الأفراد.

## الأسباب
لقد تمت مناقشة التساؤل حول سبب أو مسببات متلازمة ما بعد الارتجاج بشكل كبير لسنوات عديدة وما زالت موضع جدل. ومن غير المعروف بالضبط إلى أي درجة تعود الأعراض إلى تغيرات فيسيولوجية أو إلى عوامل أخرى، مثل الاضطرابات النفسية الموجودة من قبل الإصابة أو العوامل المتعلقة بالمكتسب الثانوي أو تعويض العجز. تعقد ذاتية الشكاوى التقييم وتجعل من الصعب تحديد ما إذا كانت الأعراض مبالغ فيها أو مزيفة.
في حين أن أسباب الأعراض التي تحدث فور حدوث الارتجاج من المرجح أن تكون فسيولوجية، فإنه من غير الواضح ما إذا كنت الأعراض المستمرة بعد الارتجاج لها أساس عضوي بالكامل، ومن المرجح أن تكون العوامل غير العضوية لها يد في الأعراض التي تدوم أطول من ثلاثة أشهر. يمكن أن تستفحل متلازمة ما بعد الارتجاج بسبب العوامل النفسية أو الاجتماعية أو الألم المزمن أو تفاعل بعض أو كل هذه الأعراض. يعتقد غالبية الخبراء أن متلازمة ما بعد الارتجاج تنتج عن مزيج من العوامل، بما في ذلك العوامل النفسية السابقة وتلك المتعلقة مباشرة بالإصابة الفسيولوجية.
من غير المعروف ما الذي يسبب الإصابة بمتلازمة ما بعد الارتجاج واستمرارها، أو لماذا يعاني بعض الأشخاص الذين يتعرضون لإصابات طفيفة في الدماغ من متلازمة ما بعد الارتجاج في وقت لاحق في حين أن آخرين لا يعانون منها. لطالما كانت طبيعة المتلازمة والتشخيص موضع نقاش كبير منذ القرن التاسع عشر. ومع ذلك، فقد تم تحديد بعض عوامل الخطر. على سبيل المثال الظروف الطبية أو النفسية الموجودة مسبقًا، وتوقعات الإعاقة، وفي الإناث، والشيخوخة كلها تزيد من فرص تعرض شخص ما لمتلازمة ما بعد الارتجاج. يُعتقد أن العوامل الفسيولوجية والنفسية الموجودة من قبل وأثناء وبعد الإصابة تشارك في تطور متلازمة ما بعد الارتجاج.
يعتقد بعض الخبراء أن أعراض ما بعد الارتجاج ناتجة عن إصابة في تكوين الدماغ أو اضطراب في أنظمة الناقلات العصبية، والتي تنتج عن التأثير الذي تسبب في الارتجاج. يعتقد آخرون أن أعراض ما بعد الارتجاج مرتبطة بعوامل نفسية شائعة. تتشابه الأعراض الأكثر شيوعًا مثل الصداع والدوار ومشاكل النوم مع الأعراض التي غالباً ما يعاني منها الأفراد الذين يعانون من الاكتئاب أو القلق أو اضطراب ما بعد الصدمة. في العديد من الحالات تلعب كل من التأثيرات الفيسيولوجية لصدمة الدماغ وردود الفعل العاطفية لهذه الأحداث دورًا في تطور الأعراض.

### فسيولوجيا
تكون دراسات التصوير العصبي التقليدية للدماغ بعد الارتجاج إجمالا طبيعية. بالرغم من ذلك، فقد وجدت الدراسات بعض التغييرات الوظيفية الدقيقة المرتبطة بمتلازمة ما بعد الارتجاج باستخدام وسائل تصوير أكثر حداثة. وقد ربطت الدراسات التي تستخدم التصوير المقطعي بالإصدار البوزيتروني بين متلازمة ما بعد الارتجاج وبين انخفاض الجلوكوز الذي يستخدمه الدماغ. كما لوحظت أيضا تغيرات في تدفق الدم الدماغي دامت لثلاث سنوات بعد حدوث الارتجاج في الدراسات التي تستخدم التصوير المقطعي بالانبعاث الفوتوني الواحد (SPECT). أظهرت دراسة واحدة على الأقل باستخدام التصوير بالرنين المغناطيسي الوظيفي (fMRI) اختلافات في وظائف الدماغ أثناء المهام التي تتعامل مع الذاكرة بعد إصابة الدماغ الخفيفة على الرغم من أنها لم تكن تفحص متلازمة ما بعد الارتجاج على وجه التحديد. وأظهرت دراسات إضافية باستخدام تقنيات التصوير بالرنين المغناطيسي المختلفة مثل صورة مصفوفة الانتشار (DTI) أن الأفراد الذين يعانون من متلازمة ما بعد الارتجاج لديهم اعتلالات مختلفة في تكوين الدماغ. كما تم مؤخرا تسجيل نتائج مماثلة في الجنود الذين يعانون من إصابة دماغ خفيفة/ متلازمة ما بعد الارتجاج الناجمة عن الانفجار.
ليس جميع الأشخاص الذين يعانون من متلازمة ما بعد الارتجاج لديهم اعتلالات في التصوير الطبي، مع ذلك يمكن أن تنتج الاعتلالات الظاهرة في دراسات مثل التصوير بالرنين المغناطيسي الوظيفي والتصوير المقطعي بالانبعاث الفوتوني الواحد عن حالات مرضية أخرى مثل الاكتئاب والألم المزمن أو اضطراب ما بعد الصدمة. يشير أنصار نظرية أن لمتلازمة ما بعد الارتجاج أساس فيسيولوجي إلى أن الأطفال يظهرون عجزا في الاختبارات المعيارية لوظيفة الإدراك بعد إصابة دماغية خفيفة.أظهرت القليل من الدراسات أن الأشخاص المصابين بمتلازمة ما بعد الارتجاج يسجلون نتائج أقل من السيطرة في الاختبارات النفسية العصبية التي تقيس الانتباه والتعلم اللفظي والتفكير ومعالجة المعلومات، لكن لا يمكن استبعاد أن تكون المسائل المتعلقة بالجهد والمكاسب الثانوية مساهمة في هذه الاختلافات. التعافي كما يمكن تعرفيه من خلال الاختبارات المعرفية لا يرتبط في كثير من الأحيان مع زوال الأعراض. الأفراد الذين تم تشخيصهم بمتلازمة ما بعد الارتجاج قد يستمرون في الشكوى من أعراض خاصة حتى بعد أن يعود أدائهم في اختبارات الوظائف المعرفية إلى طبيعته. اكتشفت دراسة أخرى أنه على الرغم من أن الأطفال المصابين بمتلازمة ما بعد الارتجاج لديهم نتائج أسوأ في اختبارات الأداء الإدراكي بعد الإصابة، فإن لديهم أيضًا تعديل سلوكي سيئ قبل الإصابة أكثر من الأطفال الذين لا يعانون من أعراض مستمرة؛ تدعم هذه النتائج فكرة أن متلازمة ما بعد الارتجاج قد تكون نتاج مجموعة من العوامل مثل خلل في وظائف الدماغ الناتجة عن إصابة الرأس وكذلك المشاكل النفسية والاجتماعية السابقة. يمكن توقع أعراض مختلفة بناء على عوامل مختلفة. على سبيل المثال، اكتشفت إحدى الدراسات أن الأعراض المعرفية والجسدية لم يتم التنبؤ بها بالطريقة التي تعامل بها الوالدان وأفراد العائلة مع الإصابة وتكيفوا مع تأثيرها، بينما أمكن التنبؤ بالأعراض النفسية والسلوكية.
يوجد اقتراح أن التهاب الدماغ يلعب دور في متلازمة ما بعد الارتجاج.

### نفسيًا
كان الجدل دائرا حول أن العوامل النفسية تلعب دورا هاما في وجود أعراض ما بعد الارتجاج. قد يعتمد تطور حالة متلازمة ما بعد الارتجاج إلى مجموعة من العوامل مثل التكيف مع آثار الإصابة ونقاط الضعف الموجودة مسبقًا واختلال وظائف المخ. قد تعمل الانتكاسات المتعلقة بالإصابة، على سبيل المثال المشاكل في العمل أو الأداء البدني أو الاجتماعي كعوامل ضاغطة تتفاعل مع العوامل الموجودة مسبقًا مثل الشخصية والظروف العقلية مما يسبب ويعزز وجود متلازمة ما بعد الارتجاج. وجدت إحدى الدراسات أن مستويات الإجهاد اليومي مرتبطة بأعراض متلازمة ما بعد الارتجاج في كل من المستهدفات وضوابط التحكم لدى مريض الارتجاج، ولكن في دراسة أخرى، لم يكن الإجهاد مرتبطا بشكل كبير بالأعراض.
قد تحدث أيضًا الآثار العلاجية المنشأ (تلك الناجمة عن التدخل الطبي) عند تزويد الأفراد بمعلومات مضللة أو غير صحيحة تتعلق بالتعافي من الأعراض. هذه المعلومات قد تجعل الناس يركزون على فكرة أن أدمغتهم تضررت بشكل دائم. ويبدو أنه حتى توقعات الأعراض قد تساهم في تطور متلازمة ما بعد الارتجاج حيث تتسبب في تركيز الأفراد المصابين بـإصابة دماغية طفيفة على الأعراض، وبالتالي الشعور بأنها أكثر شدة وإرجاع الأعراض التي تحدث لأسباب أخرى إلى الإصابة والتقليل من معدل الأعراض الموجودة قبل الإصابة.

## التشخيص
| الأعراض                                   | ICD-10 !! DSM-IV |   |
| ----------------------------------------- | ---------------- | - |
| صداع                                      | ☑                | ☑ |
| الدوخة                                    | ☑                | ☑ |
| الإعياء                                   | ☑                | ☑ |
| [[التهيج]]                                | ☑                | ☑ |
| مشاكل النوم                               | ☑                | ☑ |
| مشاكل التركيز                             | ☑                | - |
| مشاكل الذاكرة                             | ☑                | - |
| [[مشاكل تخص القلق / العاطفة / الكحوليات]] | ☑                | - |
| تغيرات وجدانية، القلق، الاكتئاب           | -                | ☑ |
| [[تغيرات في الشخصية]]                     | -                | ☑ |
| [[لا مبالاة]]                             | -                | ☑ |

حدد كل من التصنيف الإحصائي الدولي للأمراض (آي سي دي-10) والبيان التشخيصي والإحصائي للاضطرابات العقلية الذي أقامته الجمعية الأمريكية للأطباء النفسيين المعايير الخاصة بمتلازمة ما بعد الارتجاج واضطراب ما بعد الارتجاج على التوالي.
وضعت المراجعة العاشرة للتصنيف الدولي للأمراض (آي سي دي-10) مجموعة من المعايير التشخيصية لـمتلازمة ما بعد الارتجاج في عام 1992. من أجل تحقيق هذه المعايير يتعرض المريض لإصابة في الرأس «عادة ما تكون شديدة بما فيه الكفاية لتؤدي إلى فقدان الوعي» ثم تظهر ثلاثة على الأقل من الأعراض الثمانية التي تحمل علامة الاختيار في الجدول المقابل في غضون أربعة أسابيع. حوالي 38 ٪ من الأشخاص الذين يتعرضون لإصابة في الرأس يعانون من أعراض الارتجاج مع عدم وجود دليل في التصوير الإشعاعي على أضرار في الدماغ تتحق لديهم هذه المعايير. بالإضافة إلى هذه الأعراض، قد يخشى الأشخاص الذين تظهر عندهم معايير (آي سي دي-10) لـمتلازمة ما بعد الارتجاج أن يكون لديهم تلف دائم في الدماغ، مما يؤدي إلى تفاقم الأعراض الأصلية. الانشغال بالإصابة ربما يكون مصحوبا بادعاء «دور المريض» وتوهم المرض. تركز المعايير على الأعراض الذاتية وتذكر أن الدليل النفسي العصبي على حدوث خلل كبير غير موجود. بالتركيز على العوامل النفسية، تدعم معايير (آي سي دي-10) فكرة أن يكون سبب متلازمة ما بعد الارتجاج وظيفيا. تماما كما في (آي سي دي-10) فقد قامت (آي سي دي-9) بتعريف متلازمة ما بعد الارتجاج بناء على الأعراض الذاتية كما تناقش زيادة تكرار المتلازمة في الأشخاص الذين لديهم تاريخ من الاضطرابات النفسية أو مثيرات مادية للتشخيص.
يسرد الدليل التشخيصي والإحصائي للاضطرابات النفسية معايير لتشخيص اضطراب ما بعد الارتجاج في الأشخاص الذين تعرضوا لصدمات الرأس مع استمرار فقدان الذاكرة ما بعد الصدمة وفقدان الوعي أو نوبات ما بعد الصدمة. بالإضافة إلى ذلك، ومن أجل تشخيص اضطراب ما بعد الارتجاج، يجب أن يعاني المريض من خلل نفس عصبي بالإضافة إلى ثلاثة أعراض على الأقل تحمل علامة اختيار في الجدول الموجود تحت "DSM-IV". يجب أن تكون هذه الأعراض موجودة لمدة ثلاثة أشهر بعد الإصابة ويجب أن تكون غير موجودة أو أقل حدة قبل الإصابة. بالإضافة إلى ذلك، يجب أن يمر المريض بمشاكل اجتماعية كنتيجة لذلك، ويجب ألا تكون المعايير التشخيصية راجعة إلى اضطراب آخر يفسر الأعراض بشكل أفضل.
توجد اختبارات عصبية نفسية لقياس العجز في الوظائف المعرفية التي يمكن أن تنتج عن متلازمة ما بعد الارتجاج. يمكن لاختبار ستروب للألوان واختبار 2 و 7 لسرعة المعالجة (اللذان يكشفان عن عجز في سرعة المعالجة العقلية) أن يتنبئا بتطور مشاكل معرفية نتيجة متلازمة ما بعد الارتجاج. كما يوجد اختبار يسمى استبيان ريفرميد لأعراض ما بعد الارتجاج، وهو عبارة عن مجموعة من الأسئلة التي تقيس شدة 16 عرض مختلف من أعراض ما بعد الارتجاج، ويمكن إجراء الاختبار ذاتيا أو بواسطة مقابلة مع مختص. تتضمن الاختبارات الأخرى التي يمكنها توقع تطور متلازمة ما بعد الارتجاج اختبار هوبكنز للتعلم اللفظي (HVLA) والاختبار الرقمي لمدى الذاكرة. يفحص اختبار هوبكنز التعلم اللفظي والذاكرة من خلال تقديم سلسلة من الكلمات وتوزيع النقاط على أساس العدد الذي تم تذكره، ويقيس الاختبار الرقمي لمدى الذاكرة كفاءة الانتباه عن طريق سؤال المريض المفحوص أن يكرر الأرقام التي يتحدث بها الفاحص في نفس الترتيب كما تقدمت. بالإضافة إلى ذلك، يمكن إجراء الاختبارات النفسية العصبية للكشف عن التمارض (المبالغة أو افتعال الأعراض)

## العلاج
يتم التعامل مع متلازمة ما بعد الارتجاج عن طريق علاج الأعراض المرافقة لها؛ مثل أخذ مضادات الألم لعلاج الصداع وأخذ الأدوية للمساعدة في تخفيف الكآبة والأرق. كما ينصح بالراحة، ولكنها غير فعالة في كافة الأحيان. قد يتم وصف العلاج الفيزيائي والسلوكي لحل المشاكل المتعلقة بالتوازن والانتباه.

### الأدوية
بالرغم من عدم وجود دواء مخصص علاج متلازمة ما بعد الارتجاج، إلا أن الأطباء يصفون أدوية تساعد في علاج الأعراض التي تتكرر مع حالات أخرى مشابهة، مثل مضادات الاكتئاب التي تستخدم لعلاج الاكتئاب الذي يلي الإصابة بارتجاج الدماغ. قد تؤثر الأعراض الجانبية على الأشخاص الذين يعانون من مشاكل ما بعد الإصابة بارتجاج الدماغ أكثر من غيرهم، وفي تلك الحالة ينصح الأطباء بتجنب الدواء ما أمكن لأن بعض الأدوية المخدرة للألم تؤثر بشكل سلبي بعد الإقلاع عنها، على سبيل المثال، تسبب بعض أدوية تخفيف الألم التي توصف لعلاج الصداع صدعًا ارتاديًا عند التوقف عن أخذها.

### العلاج النفسي
أظهرت النتائج أن العلاج النفسي لـ 40% من الأشخاص المصابين بمتلازمة ما بعد الارتجاج أبدوا تحسنًا وقلّت مشاكلهم المتعلقة بها. كما يمكن علاج الإعاقات التي سببتها المتلازمة عبر جلسات العلاج النفسي مما يسمح بعيش حياة اجتماعية طبيعة. يساعد العلاج النفسي على إعادة قدرة الفرد على العمل بشكل تدريجي عبر تخفيف الأعراض الناتجة عن المتلازمة. إن البروتوكول المتّبع لعلاج المتلازمة تم تصميمه بناءً على البادئ المتبعة في العلاج المعرفي السلوكي؛ وهو علاج نفسي يهدف إلى التأثير على المشاعر المضطربة وتوجيهها في طريق تحسين السلوك والأفكار. يساعد العلاج العرفي السلوكي أيضًا في علاج الأعراض علاجية المنشأ؛ وهي المشاكل التي تحدث بسبب العلاج الطبي. قد تؤدي الأمراض النفسية الجسمية إلى تفاقم الأعراض والتسبب في إعاقات دائمة. لذلك يجب على المعالج النفسي أن يبحث في أصل الأعراض الظاهرة لأنه ليس في الضرورة أن تكون كلها ناتجة بشكل مباشر عن الإصابة الدماغية.
عند مرور المريض بحادث قيادة أو نجاته من هجوم عنيف، فإنه قد يصاب بمتلازمة ما بعد الارتجاج مصحوبة بمتلازمة ما ببعد الصدمة، ويجب في هذه الحالة علاج كل منهما على حدة. حيث يتضمن علاج متلازمة ما بعد الصدمة الأدوية والعلاج النفسي.

### التوعية
تعد التوعية بأعراض المتلازمة ومعرفة أوقات ظهورها جزءًا من العلاج النفسي، ويمتلك تأثيرًا أكبر عند أخذه بعد الإصابة بوقت قصير. بما أن الضغط النفسي يفاقم حالة الإصابة بالمتلازمة والعكس صحيح، تعد طمأنة المريض أن تلك الأعراض هي أمر عادي وطبيعي جزءًا مهمًا من العلاج، كما يفترض تعليمه كيفية التعامل مع الأعراض عند ظهورها. أظهرت إحدى الدراسات أنه عندما تم تدريب الأشخاص المصابين بالمتلازمة للعودة إلى نشاطاتهم الطبيعية بشكل تدريجي وإخبارهم عن العوارض المتوقعة الظهور وتعليهم كيفية التعامل معها، أبدوا أعراضًا أخف حدة من أقرانهم غير المتلقين للتدريب. إذ يعد هذا النوع من التوجيه قادرًا على التخفيف من الأعراض عند الأطفال أيضًا على حد سواء.

### العلاج العصبي
العلاج العصبي هو اختبار شرطي يتم بإعطاء المريض مكافآة سعية أو بصرية تشترط بإظهار دماغه أنماط محددة من النشاط الدماغي. أظهر التطور في العلاج العصبي قدرة الأطباء على كشف أنماط الأمواج الدماغية الشاذة التي يتوجب تصحيحها. أظهرت الدراسات قدرة العلاج العصبي على علاج متلازمة ما بعد الارتجاج إلى جانب علاج اضطرابات نفسية أخرى تحمل أعراض مشابهة.

## سير المرض
يعتبر سير المرض واحتمال الشفاء منه إيجابيًا بشكل عام، مع علاج كامل للأعراض في معظم إن لك تكن جميع الحالات تختفي أعراض المتلازمة عند 50% من البشر بعد بضعة أيام إلى عدة أسابيع من إصابتهم بالحادثة المسببة لها. ولكن تبقيى الأعراض ظاهرة عند البعض من ثلاثة إلى ستة أشهر، ولكن يظهر الدليل الطبي أ جميع الأعراض تختفي ويتم علاجها بعد ستة أشهر. تختفي معظم الأعراض عند نصف الأشخاص المصابين بالمتلازمة بعد شهر واحد من الإصابة، في حين تختفي بشكل تقريبي بعد ثلاثة أشهر عند ثلثي المصابين بإصابة خفيفة في الرأس، ولكن يبقى الصداع هو العارض طويل الأمد الذي لا يتم علاجه في معظم الأحيان. كثيرًا ما يُذكر في الأوساط الشعبية والأدب أن من 15 إى 30% من المصابين بمتلازمة ما بعد الارتجاج لا يصلون إلى الشفاء بشكل كامل إلا بعد مرور عام كامل على إصابتهم، ولكن تعتبر هذه التكهنات غير دقيقة كونها تستند على دراسة أشخاص تم إدخالهم إلى المشفى، مما يناقض منهج هذه الدراسة. تقريبًا، تبى الأعراض عند 15% من المصابين إلى نحو عام أو تبقى دائمة، حيث أنه في حال بقيت الأعراض لعام كامل دون أن تُسفى، فإنه من المحتمل أنها ستبقى دائمة مدى الحياة مع احتمالية ظهور تحسن بعد سنتين أو ثلاثة، أو حتى أن تظهر فجأة بعد مرور فترة طويلة من عدم الاستجابة. غالبًا ما يتطلب الأشخاص الكبار في السن أو من تعرضوا لإصابات سابقة في الرأس وقتًا أطول للتحسن.
إن الطريقة التي يتعامل بها الأطفال مع الإصابة بعد حدوثها يمكن أن تمتلك تأثيرًا أكبر من تأثير العوامل الموجودة قبل حدوث الإصابة. حيث أن الطريققة التي يتبعها الأطفال في التعامل مع إصاباتهم قد يكون لها دور في التأثير على فترة ظهور الأعراض لديهم، كما يلعب دور الآباء في التعامل مع القلق المرافق لما بعد الإصابة عند أطفالهم دور في مساعدتهم على الشفاء.
في حال تعرض الشخص إلى إصابة خرى في الرأس بعد إصابته بارتجاج الدماغ وقبل انقضاء مهلة العلاج، فإنه يوجد احتمال طفيف بإمكانية الإصابة بمتلازمة الأثر الثاني، حيث تتشكل وذمة دماغية تسبب في ازدياد الضغط داخل القحف بشكل كبير. إن الأشخاص الذين يختبرون إصابات في الرأس بشكل متكرر مثل لاعبي الملاكمة وكرة القد الأمريكية هم معرضون للإصابة باعتلال دماغي مزمن؛ وهو مرض تنكسي عصبي يسبب تراجعًا في القدرات العقلية والبدنية.

## علم الأوبئة
إنه من غير المعلوم بدقة مدى انتشار متلازمة ما بعد الارتجاج. تشير التقديرات إلى أن حوالي من 24 إلى 84% ممن تعرضوا لإصابة بالرأس تم تشخيصهم بالمتلازمة بعدها بثلاثة أشهر، يعود الاختلاف الكبير في النسبة إلى تختلاف السكان المشمولين بكل دراسة بالإضافة إلى اختلاف منهجية البحث العلمي عن القائمين على التجارب. وتشير التقديرات إلى أن الإصابة بالمتلازمة تشكل حوالي 10% فقط من إصابات ارتجاج الدماغ. نظرًا لكون المتلازمة مرتبطة حصرًا مع الإصابة في الرأس، فإنها عوامل الخطر هي نفسها تلك التي تصاحب الإصابة في الرأس، أي أنه على سبيل المثال، يمتلك الشباب فرصة أكبر من غيرهم للتعرض لإصابة في الرأس، مما يزيد من احتمالية الإصابة بمتلامة ما بعد الارتجاج.
لا يزال الحديث حول إصابة الأطفال بمتلازمة ما بعد الارتجاج موضع جدل، إذ أنه من المحتمل امتلاك الأطفال لدونة عصبية كافية تسمح لهم بعدم المرور بالآثار المترتبة على الإصابة بارتجاج الدماغ. على الجانب الآخر، يعتقد البعض أن الأطفال هم أكثر عرضة من غيرهم للإصابة بالمتلازمة بعد التعرض لضرر في الرأس، وذلك يعود إلى كون دماغ الأطفال لا يزال في طور النمو ولا يمكنه تعويض الضرر الذي أصيب به.
أظهرت الأبحاث السريرية معدلات أعلى للإصابة بمتلازمة ما بعد الارتجاج عند الأطفال الذين مروا بإصابة دماغية رضيّة مقارنة بأولئك الذين كانت الإصابة عندهم في مناطق أخرى من الجسم، وأن العوارض كانت أكثر شيوعًا عند الأطفال المصابين بالقلق. تتشابه العوارض التي يمر بها الأطفال مع تلك التي يمر بها البالغون إلا أنهم يختبرون عددًا أقل منها. أثبتت الدراسات السريرية أن الشباب الرياضيين في المرحلة الثانوية كان لديهم معدل شفاء أبطأ من أقرانهم في المرحلة الجامعة بحسب ما أظهرته الفحوصات الدماغية. كما تعد الإصابة بمتلازمة ما بعد الارتجاج نادرة الحدوث عند الأطفال.

### عوامل الخطر
تم تحديد طيف واسع من العوامل التي تسطيع أن تتنبأ بقدرة الفرد على الإصابة بمتلازمة ما بعد الارتجاج، تتضمن الحالة الاجتماعية الاقتصادية وإصابات ارتجاج الدماغ السابقة وإصابات الرأس والصاع، كما تزيد احتمالية الإصابة عند الإناث أكثر من الذكور، خصيصًا عند النساء اللواتي أعمارهن أكثر من 40 عامًا، حيث لوحظ أن النساء يختبرن أعراض أكثر حدة من غيرهم. علاوة على ذلك، يمكن التنبؤ بتطور الإصابة بالمتلازمة عند معرفة مجموعة من العوامل المؤثرة، مثل إذا كان لدى الشخص تاريخ في معاقرة الكحول أو انخفاض القدرات المعرفية قبل الإصابة أو اضطراب في الشخصية أو حتى مجرد امتلاك مرض لا علاقة له بالإصابة.
تتضمن العوامل المتعلقة بإصابات الرأس التي تزيد من خطر الإصابة بمتلازمة ما بعد الارتجاج الصداع الحاد والدوار والغثيان ونتيجة 13 أو 14 على مقياس غلاسكو للغيبوبة، بالإضافة إلى حدوث إصابة ثانية في الرأس قبل الشفاء من الأولى. كما تزيد احتمالية الإصابة بمتلازمة ما بعد الارتجاج عند الأشخاص الذين يمتلكون ذكريات أليمة بخصوص الإصابة أو من يتوقعون إصابتهم بالإعاقة جراء الحادث.

## تاريخ المرض
تم وصف الأعرا التي يختبرها المصابون بمتلازمة ما بعد الارتجاج في ضمن العديد من التقارير والكتابات منذ مئات السنين. بدأت فكرة ملاحظة أن جموعة من العوارض تشكل كيان واحد مستقل بالظهور في أواخر القرن التاسع عشر. لعب الجراح البريطاني من لندن جون إريكسن دورًا مهمًا في دراسة متلازمة ما بعد الارتجاج. بدأ الجدال القائم حول سبب حدوث المتلازمة عام 1866 عندما قام الجراح جون إيريكسن بنشر ورقة تشرح العوارض التي يمر بها المصاب بعد تعرضة لإصابة متوسطة في الرأس. اقترح إيريكسن أن سبب تلك الحالة يعود إلى ما أسماه «التفكك الجزيئي» للنخاع الشوكي. كات تدعى تلك الحالة وقتها «النخاع الشوكي لسكك الحديدي» ويعود ذلك إلى أن معظم من كان يصابون بها هم من عمال السكك الحديدية. في حين اتفاق البعض مع إيريكسن على ككون المتلازمة ذات منشأ عضوي، أقر البعض الآخر باعتقادهم أنها مشكلة نفسية أو حتى مجرد ادعاء صريح بالمرض. عام 1879، قام ريجلر بنقاش الفكرة القائلة بأن سبب اختبار الفرد لتلك الأعراض يعود إلى سبب جسدي، واقترح أن سببها كان عبارة عن «اضطراب عصبي» سببها طبيعة عمل عمال السكك الحديدية. لاحقًا، اقترح طبيب الأعصاب الفرنسي جان مارتن شاركو أن تلك الحالة من الهستريا كان سببها إصابة في الرأس. استمر الجدل القائم حول المتلازمة حتى خلال القرن العشرين. مر العديد من الجنود المشاركين في الحرب العالمية الأولى أعراض تدعو للحيرة نتيجة وجودهم بالقرب من الانفجارات، ولكن بدون أي دليل على وجود إصابة واضحة في الرأس. تم بعدها تسمية الحالة بالارتجاج الدماغي، وتم لأول مرة اقتراح تفسير نفسي للحالة. تم في عام 1934 إزالة الهستريا كسبب للإصابة بتلك الأعراض، وذلك بالتوالي مع التقدم في فهم متلازمة ما بعد الارتجاج. قامت الجهات الحكومية البريطانية عام 1939 باستبدال مصطلح الارتجاج الدماغي بارتجاج ما بعد الصدمة ووصفته بأنه «اضطراب في الوعي بدون وجود تغير واضح ومباشر في الدماغ». تم استخدام مصطلح ارتجاج ما بعد الصدمة بشكل رسمي عام 1941.